# Gerardo Gandini
Gerardo Gandini (Buenos Aires, 16 de outubro de 1936 - Buenos Aires, 22 de março de 2013) foi um renomado pianista, compositor e maestro musical argentino.

## Biografia
Estudou composição com Alberto Ginastera e depois na Academia Santa Cecília, em Roma, com Goffredo Petrassi. Seus estudos de piano foram realizados sob a orientação de Pía Sebastiani, Roberto Caamaño e Yvonne Loriod. Ele escreveu mais de 120 obras, incluindo obras sinfônicas, obras de câmara, óperas, teatro musical, trilhas sonoras de filmes e música para instrumentos solo, além de uma extensa obra para piano.
Gandini foi diretor musical da Filarmônica e do Teatro Colón. Ele também fundou o Centro de Experimentação de Ópera e Balé naquele teatro. Foi professor no Centro Latino-Americano de Estudos Musicais Avançados, CLAEM, do Instituto Di Tella. Foi também professor na Juilliard School of Music de Nova York, na Faculdade de Música da Universidade Católica Argentina, no Conservatório Gilardo Gilardi de La Plata (Argentina) e na Faculdade de Belas Artes da Universidade Nacional de La Plata. Foi também responsável pelos cursos de Música Contemporânea da Fundação San Telmo/Instituto Goethe de Buenos Aires e foi responsável por uma das oficinas de composição da Fundação Antorchas. A partir de 1998, foi membro da Academia Nacional de Belas Artes, na cadeira 5.
Na década de 1980, ele recebeu uma bolsa Guggenheim. Recebeu inúmeros prêmios, entre os quais Prêmio Konex em 2009, o Lifetime Achievement Award do Fondo Nacional de las Artes, e outros. Foi o primeiro argentino ganhador de um prêmio Grammy Latino em sua quinta edição, como Melhor Álbum de Tango, por seu álbum "Postangos en vivo en Rosario".